# Emerson Ávila
Emerson Rodrigues Ávila (Belo Horizonte, 16 luglio 1967) è un allenatore di calcio brasiliano.

## Carriera
Ávila ha iniziato la sua carriera come preparatore atletico del Santa Tereza nel 1992. Nel 1996 ha lasciato la squadra per diventare allenatore di una selezione giovanile del Cruzeiro.
Ha lavorato per le categorie giovanili del Cruzeiro per dieci anni prima di essere nominato assistente della prima squadra nel 2005. Il 30 aprile 2007 è stato nominato allenatore ad interim dopo le dimissioni di Paulo Autuori. Il suo mandato è durato solamente una partita, durante la quale ha guidato il club alla vittoria per 2-0 contro l'Atlético Mineiro nella gara di ritorno delle finali del Campionato Mineiro 2007, non sufficiente a ribaltare lo 0-4 subito all'andata.
In seguito è tornato brevemente al suo ruolo di assistente dopo la nomina di Dorival Júnior, prima di essere nominato allenatore dell'Ipatinga in Série B. Il 18 luglio 2007 ha guidato il club alla sua prima storica promozione in Série A, ma è stato esonerato il 18 febbraio 2008, dopo tre sconfitte nelle prime quattro partite della stagione seguente.
Il 7 aprile 2008 è stato nominato allenatore del Grêmio Barueri in seconda divisione. Licenziato il 14 giugno, è tornato al Cruzeiro il 3 luglio come coordinatore tecnico.
Il 17 luglio 2009 è tornato all'Ipatinga, club nel frattempo retrocesso in seconda divisione, ma è stato sollevato dall'incarico il 22 ottobre dopo aver racimolato solo cinque vittorie in 18 partite. Il 29 gennaio 2010 è diventato tecnico del Boavista per disputare il Campionato Carioca, ma è stato sostituito da Jorge Porto il 25 marzo.
Tornato al Cruzeiro e al suo ruolo di coordinatore tecnico, Ávila è stato nuovamente nominato tecnico ad interim della squadra nel giugno 2010 dopo le dimissioni di Adílson Batista. Tornato al suo di coordinatore dopo la nomina di Cuca, il 5 novembre 2010 è stato nominato allenatore della Nazionale brasiliana under-17.
L'anno seguente ha guidato la squadra under-17 alla vittoria del campionato sudamericano, ed al quarto posto nel campionato mondiale. Il 2 settembre 2011 è stato richiamato al Cruzeiro per sostituire l'esonerato Joel Santana.
La sua prima esperienza come allenatore a tutti gli effetti del club di Belo Horizonte è durata solamente sei partite, ed il 26 settembre 2011 è stato rimpiazzato da Vágner Mancini tornando momentaneamente al ruolo di coordinatore. Il 7 dicembre 2011 è stato nominato tecnico del Nacional de Muriaé.
Licenziato il 27 febbraio 2012, è tornato a ricoprire un ruolo presso la CBF venendo assegnato alla Nazionale brasiliana under-20. Qui ha guidato la squadra nel campionato sudamericano di categoria dove tuttavia non ha superato la prima fase a gironi mancando anche la qualificazione ai mondiali in programma il giugno seguente.
Il 20 marzo 2013 è stato annunciato come allenatore della squadra under-20 del Corinthians, ma è stato sostituito da Osmar Loss il settembre seguente.
Nel 2014 è salito alla guida dell'Esportivo, ma è stato esonerato il 4 febbraio dello stesso anno, dopo sole cinque partite. È tornato al Cruzeiro il 24 settembre 2015, come coordinatore delle categorie giovanili; è stato anche responsabile della squadra under-20 del club.
Licenziato dal Cruzeiro il 1º luglio 2019, Ávila è tornato ad allenare il 18 dicembre seguente, alla guida del Villa Nova. È stato esonerato il 10 febbraio successivo dopo quattro partite, e sette giorni dopo ha firmato con il Betim Futebol in vista del Campeonato Mineiro Módulo II 2020.
Il 19 dicembre 2020 ha lasciato il club di Minas Gerais in seguito alla mancata promozione e quattro giorni dopo è stato nominato alla guida del Pouso Alegre. Ha lasciato quest'ultimo club il 7 maggio dell'anno successivo ed è tornato al Betim il 2 agosto 2021.
Il 19 ottobre 2021 è entrato a far parte dello staff di Jair Ventura alla Juventude, in veste di assistente. Entrambi hanno lasciato il club l'11 febbraio 2022 per trasferirsi al Goiás il 14 aprile seguente con le rispettive mansioni.
Il 1º dicembre 2022, dopo le dimissioni di Ventura, Ávila è stato mantenuto nello staff del Goiás per la stagione seguente. L'11 aprile 2023 dopo l'esonero di Guto Ferreira è stato nominato tecnico ad interim, ruolo che ha mantenuto fino al 12 giugno seguente quando è stato nominato Armando Evangelista.. Dieci giorni più tardi ha rescisso il contratto.

## Palmarès

### Nazionale
- Campionato sudamericano di calcio Under-17: 1

2011